# Taejong
Taejong 태종 (né le 21 juin 1367 et mort le 8 juin 1422 était le troisième roi de la dynastie Joseon. Il a régné du 13 novembre 1400 au 10 août 1418. Il est le cinquième fils du fondateur de la dynastie Joseon, Taejo.
Son nom de famille est Yi (李), son prénom Bangwon (芳遠), son origine familiale est Jeonju (全州), et son nom social (ja, 字) est Yudeok (遺德).
Il était le cinquième fils de Taejo, le fondateur de la dynastie Joseon, et de sa première épouse, la reine Sinui (Han氏). Il joua un rôle essentiel aux côtés de son père dans l'établissement de la dynastie Joseon. Pendant sa jeunesse en tant que prince, il reçut les titres de Jeongan-gun (靖安君) et Jeongan-gong (靖安公).
Par la suite, il élimina ses rivaux politiques lors des deux guerres de succession (les "Rébellions des Princes") et consolida son pouvoir. Après avoir reçu l’abdication de son frère aîné, le roi Jeongjong, il monta sur le trône.
En tant que roi, Taejong expulsa les méritants du régime précédent, abolit les armées privées, mit en place le Système de gestion des ménages par les cartes d'identité (Hopae) et appliqua la politique des Six Ministères en lien direct avec le roi (육조 직계제). En outre, il renforça l’autorité royale en purgeant les familles alliées de sa belle-famille et autres parents par alliance au sein de la cour.

## Histoire
Lorsque Taejo voit que ses fils se battent pour la couronne, il abdique en 1398. Le premier à lui succéder est son fils Jeongjong 定宗, qui est le second en âge, mais Taejong lui retire la couronne dès l'année suivante.

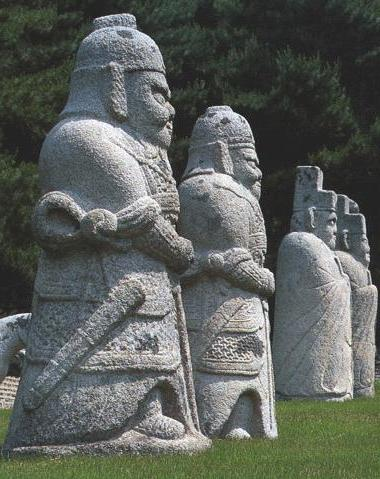
Statues représentant des généraux devant la tombe de Taejong.